# Zhongguó

Caracteres simplificado e tradicional da palavra "China" no idioma chinês. O primeiro caractere se refere a "central" e o segundo a "nação".

Zhōngguó é um nome que se deu à China no século III a.C.
No século III a.C., a dinastia Cin unificou sob sua autoridade um enorme território o qual chamou de Zhōngguó (中國/Terra Central). Séculos depois, as riquezas deste império atraíram exploradores e comerciantes árabes e europeus. Os árabes chamaram a região de Cin, como a antiga família reinante. Os mercadores venezianos, que chegaram depois, transformaram o nome em Cina, que se pronuncia China, passando-se assim à nossa língua. A maioria dos chineses não sabem que Zhōngguó tem um outro nome no resto do mundo. [carece de fontes?]
Na língua portuguesa, só se utiliza a denominação "Reino do Meio" como uma alusão direta ao nome Zhōngguó, de modo similar à denominação Império do Sol Nascente para o Japão (日本/Nihon).
No que refere as grafias 中国 (中國) Zhōngguó:
. 中 pode ter significados como (central; centro, meio; no meio de)  Retrata um mastro de bandeira. Há um círculo no meio marcando o centro do mastro. Nas formas mais antigas do caracter, o mastro tem serpentinas na parte superior e inferior usadas para mostrar a direção do vento
. 國 (guó) significa nação é composto dos elemento: composto fonético/semântico. 囗 (wéi) representa o significado de "cerca", "espaço", "área"  e   或 (huò) representa o som mas também com base no significado original "área".
. 国 (guó) significa nação é composto dos elemento: composto fonético/semântico. 囗 (wéi) representa o significado de "cerca", "espaço", "área" e 玉 (yù) jade, uma curiosidade no que se refere ao ultimo componente do pictograma, alude claramente a um objeto de característica ritualista. O pequeno traço adicionado a direita  玉  é que o difere difere do pictograma de Rei 王 (wáng, wàng). Característica que claramente alude a reino e terra de governo de um soberano, é um grafismo muito usado como um símbolo da autoridade militar do rei.